# Osiemborów
Osiemborów – wieś sołecka w Polsce położona w województwie mazowieckim, w powiecie kozienickim, w gminie Magnuszew.
| SIMC    | Nazwa                 | Rodzaj    |
| ------- | --------------------- | --------- |
| 0628885 | Józefów Osiemborowski | część wsi |

Wieś szlachecka Osiemborowo położona była w drugiej połowie XVI wieku w powiecie wareckim  ziemi czerskiej województwa mazowieckiego. W latach 1975–1998 miejscowość administracyjnie należała do województwa radomskiego.
Przez miejscowość przebiega droga wojewódzka nr 736.
Wierni kościoła rzymskokatolickiego należą do parafii św. Jana Chrzciciela w Magnuszewie.